# Ultraleichtfluggelände Dankern/Haren

i7
i11
i13
Das Ultraleichtfluggelände Dankern/Haren liegt in der Stadt Haren im Landkreis Emsland in Niedersachsen. Der Platzhalter und Betreiber ist der Fliegerclub Haren/Dankern e. V.

## Lage
Das Ultraleichtfluggelände liegt etwa 5 km westlich von Haren.

## Flugbetrieb
Das Ultraleichtfluggelände besitzt eine Betriebsgenehmigung für Ultraleichtflugzeuge. Es ist mit einer 300 m langen und 10 m breiten Start- und Landebahn aus Betonformsteinen (Richtung 10/28) ausgestattet. Es dient dem Betrieb mit Ultraleichtflugzeugen des Platzhalters sowie Dritter mit vorheriger Genehmigung des Platzhalters (PPR). Am Ultraleichtfluggelände ist auch die Flugschule Dankern GmbH & Co. KG ansässig.

## Geschichte
Das Ultraleichtfluggelände Dankern/Haren wurde ursprünglich am 6. Juni 1990 mit dem Sport-Flieger-Club Meppen e. V. als Platzhalter genehmigt. Es besaß zu diesem Zeitpunkt eine 350 m lange und 30 m breite Start- und Landebahn aus Gras. Die genehmigte Länge der Start- und Landebahn wurde am 28. Mai 1991 auf 310 m verkürzt. Am 24. Februar 1992 wurde die aktuell gültige Genehmigung mit dem Fliegerclub Haren-Dankern e. V. als Platzhalter erteilt. Die aktuelle Start- und Landebahn aus Betonformsteinen wurde am 14. Juni 2001 genehmigt.